# Larimichthys polyactis
Larimichthys polyactis es una especie de pez de la familia Sciaenidae.

## Morfología
Los machos pueden llegar alcanzar los 40 cm de longitud total.
Número de  vértebras: 28-30.

## Depredadores
En la China es depredado por Paralichthys olivaceus .

## Hábitat
Es un pez de clima tropical (41°N-22°N, 117°E-141°E)  y bentopelágico que vive hasta los 120 m de profundidad.

## Distribución geográfica
Se encuentra en el Océano Pacífico noroccidental: los mares  Amarillo y de China Oriental.

## Uso comercial
Es empleado en la medicina tradicional china. 